# Корнудо довгохвостий
Корнудо довгохвостий (Batrachostomus hodgsoni) — вид дрімлюгоподібних птахів родини білоногових (Podargidae).

## Поширення
Вид трапляється в Бангладеш, Бутані, на півдні Китаю, сході Індії, в Лаосі, М'янмі, на півночі Таїланду та у В'єтнамі.

## Опис
Птах завдовжки 24-28 см, вагою близько 50 г. Забарвлення складається з коричневого та сірого кольорів.

## Спосіб життя
Активний вночі. Живиться комахами та дрібними безхребетними. Гніздо будує у розвилці гілок. У гнізді одне біле яйце.